# Зарипов, Марат Зиннурович
Марат Зиннурович Зарипов (род. 6 февраля 1990, Челябинск, СССР) — российский хоккеист.

## Биография
Родился 6 февраля 1990 года в Челябинске. Младший брат Даниса Зарипова. Воспитанник челябинского хоккея. Выступал за команду «Мечел» во второй лиге России. В сезоне 2010/11 сыграл 2 матча в Континентальной хоккейной лиге за челябинский «Трактор», также выступал в МХЛ за команду «Белые Медведи». Сезон 2011/12 — вновь в «Мечеле». 5 июня 2012 года Марат Зарипов подписал контракт с краснодарской командой «Кубань».
В 2015 году игрок покинул команду, и вновь присоединился к «Мечелу». Сезон 2015/16 хоккеист начал в «Южном Урале», но по ходу сезона перешёл в воскресенский «Химик». В 2017 году подписал контракт с пермской командой «Молот-Прикамье». 16 января 2018 года стал игроком ангарского «Ермака».